# 袁邦根
袁邦根（1944年1月—），湖南隆回人。原名袁斌。中国人民解放军少将。
1961年8月参加中国人民解放军，后历任广州军区司令部通信部部长。1992年12月，任总参谋部通信部副部长。1995年7月，任总参谋部通信部部长。1999年12月，任广州军区副参谋长。1994年7月，晋升为少将军衔。